# توماس بيريرا (لاعب كرة قدم)
توماس بيريرا (بالنرويجية البوكمول: Thomas Pereira)‏ (12 يونيو 1973 بساربسبورغ في النرويج - ) هو لاعب كرة قدم نرويجي في مركز الدفاع. شارك مع منتخب النرويج تحت 21 سنة لكرة القدم ومنتخب النرويج لكرة القدم. أما مع النوادي، فقد لعب مع نادي فيكينغ وSarpsborg FK ‏ وMoss FK ‏.

## وصلات خارجية
- توماس بيريرا على موقع اتحاد النرويج (النرويجية)
- توماس بيريرا على موقع قاعدة بيانات كرة القدم.إي يو (الإنجليزية)
- توماس بيريرا على موقع ناشيونال فوتبول تيمز (الإنجليزية)
- توماس بيريرا على موقع عالم كرة القدم.نت (الإنجليزية)